# Aram-Naharaim
Aram-Naharaim (in siriaco classico:  ܐܪܡ ܢܗܪ̈ܝܢ ; romanizzato: Aram Nahrayn; lett. "Aram tra i due fiumi") è il termine biblico per l'antica terra degli Aramei, riferito alla regione della Mesopotamia.
Il luogo è menzionato anche come Nahrima degli Aramei nelle Lettere di Amarna. La parte settentrionale di Aram-Naharaim era chiamata Paddan Aram , la regione dove Abramo si stabilì con la sua famiglia.
Aram-Naharaim è menzionato per cinque volte nell'Antico Testamento (Genesi 24:10; Deuteronomio 23:4; Giudici 3:8,10; 1 Cronache 19:6; Salmi 60:1). Nella Genesi, è usato in modo in qualche modo intercambiabile con i nomi Paddan Aram e Haran per indicare il luogo in cui Abramo soggiornò brevemente con la famiglia di suo padre Terah dopo aver lasciato Ur dei Caldei, mentre era in viaggio verso Canaan (Genesi 11:31), nonché il luogo da cui i patriarchi successivi ottennero mogli, invece di sposare le figlie di Canaan.
Sia la Septuaginta (traduzione greca antica della Bibbia ebraica) sia Flavio Giuseppe traducono il nome come Mesopotamia. Gli antichi scrittori usarono in seguito il nome "Mesopotamia" per tutto il territorio compreso tra il Tigri e l'Eufrate. Tuttavia, l'uso del nome ebraico "Aram-Naharaim" non corrisponde a questo uso successivo di "Mesopotamia", poiché il termine ebraico si riferisce a una regione settentrionale all'interno di quest'ultima.
La traduzione del nome come "Mesopotamia" non era coerente: la Settanta usa anche una traduzione più precisa "Mesopotamia della Siria", così come "Fiumi della Siria".
Durante la tarda antichità e per tutto il periodo altomedievale, nel dialetto regionale della lingua aramaica era chiamata Nahraya, un termine endonimico (nativo), derivato dal coronimo (nome regionale) Bet-Nahrain, una variante del nome aramaico riferito alle regioni mesopotamiche in generale.